# Phaoniella bifida
Phaoniella bifida là một loài ruồi trong họ Tachinidae.